# Synagoga we Wrześni
Synagoga we Wrześni – zbudowana w 1875 na miejscu starej drewnianej bożnicy, w centrum miasta, na placu między dzisiejszymi ulicami: Jana Pawła II, Ratuszową i Fabryczną, naprzeciwko ratusza. Podczas II wojny światowej synagoga została zamknięta i przeznaczona na tymczasowe więzienie. Hitlerowcy planowali przebudować synagogę na kinoteatr, jednak ostatecznie jesienią 1940 wysadzili budynek w powietrze. Na miejscu synagogi wybudowano schron przeciwlotniczy i urządzono skwer.
W miejscu synagogi 18 września 2002 odsłonięto tablicę pamiątkową upamiętniająca mieszkających we Wrześni przed wojną Żydów. Na granitowej płycie znajdują się metalowe tablice, na wzór tablic Dziesięciu przykazań, które spina wizerunek wrzesińskiej synagogi. Na lewej tablicy umieszczono tekst w języku polskim, na prawej w języku hebrajskim. Płyta umieszczona jest na cokole, który początkowo stał na dużej wybrukowanej gwieździe Dawida od strony ulicy Fabrycznej. Po wybudowaniu w 2009 parkingu tablica została przeniesiona i umieszczona od strony ulicy Jana Pawła II.